# Konfuziustempel (Kaohsiung-Qishan)

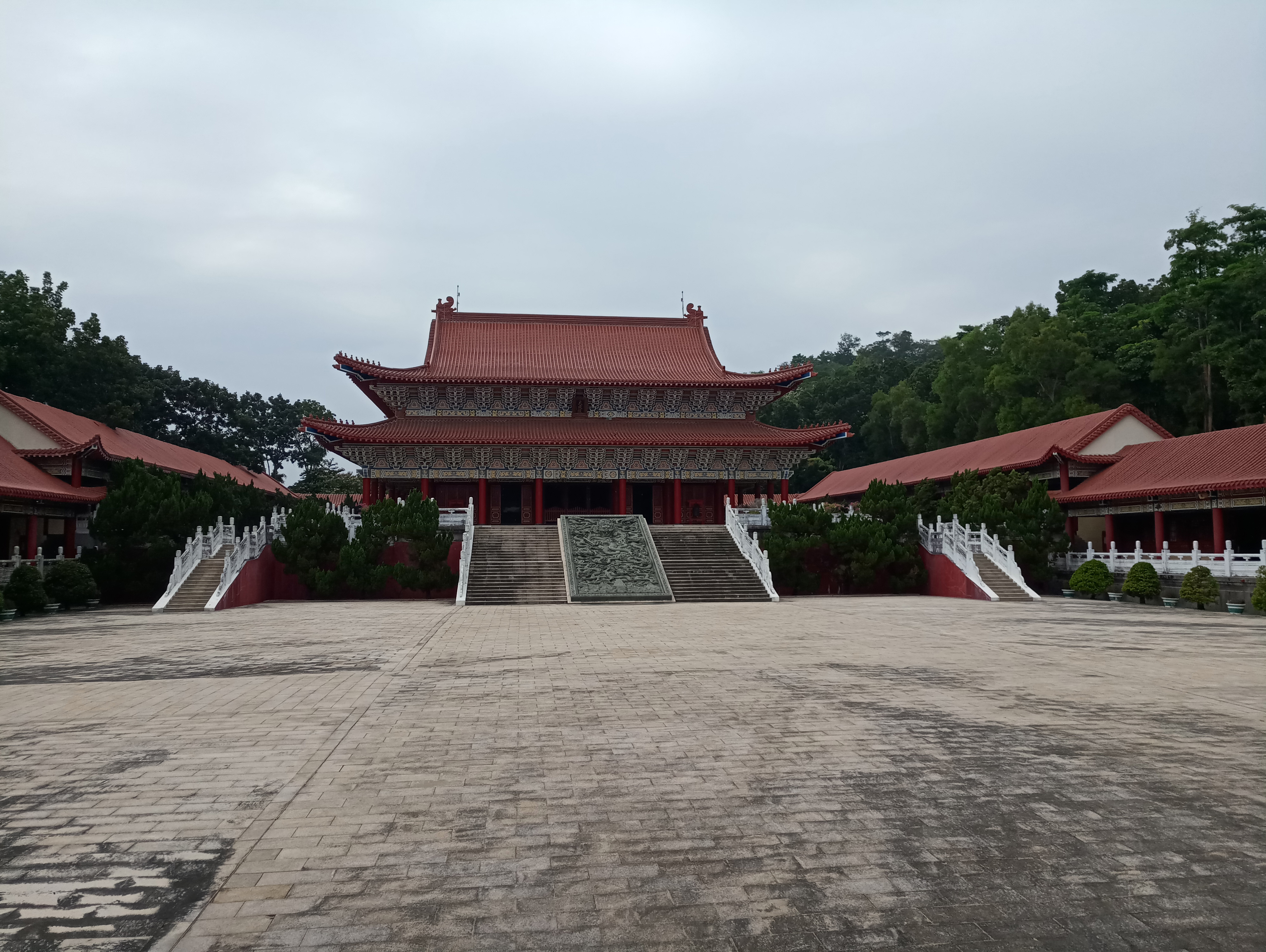
Die Dacheng-Halle

Der Konfuziustempel von Kaohsiung-Qishan (chinesisch 高雄旗山孔子廟, Pinyin Gāoxióng Qíshān Kǒngzĭ miào) ist ein Tempel zur Verehrung des chinesischen Gelehrten Konfuzius im Bezirk Qishan der taiwanischen Stadt Kaohsiung. Neben dem im Allgemeinen bekannteren Konfuziustempel von Kaohsiung-Zuoying ist er der zweite Konfuziustempel der Stadt.

## Geschichte
Zur Zeit der japanischen Herrschaft über Taiwan (1895–1945) stand an der Stelle des heutigen Tempels ein japanischer Shintō-Schrein, der nach dem Ende der Kolonialzeit abgetragen wurde. Anfang der 1980er Jahre beschloss die Regierung des damaligen Landkreises Kaohsiung den Bau eines Konfuziustempels in Qishan, der zwischen 1983 und 1985 fertiggestellt wurde. Seit der Zusammenlegung von Stadt und Landkreis Kaohsiung im Jahr 2010 ist das Heiligtum einer von zwei Konfuziustempeln der Stadt.

## Beschreibung

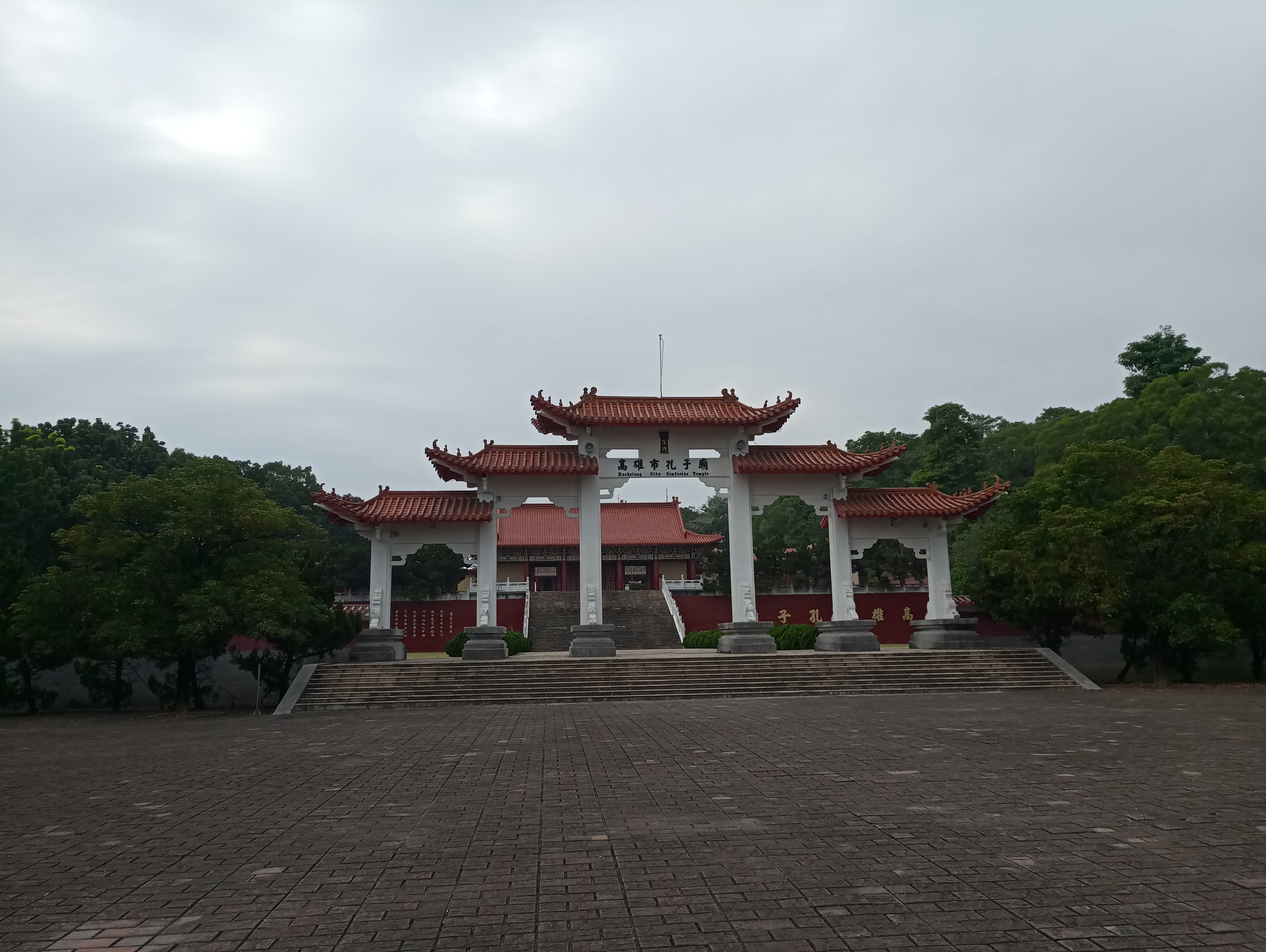
Das zweite Lingxing-Tor, dahinter das Dacheng-Tor

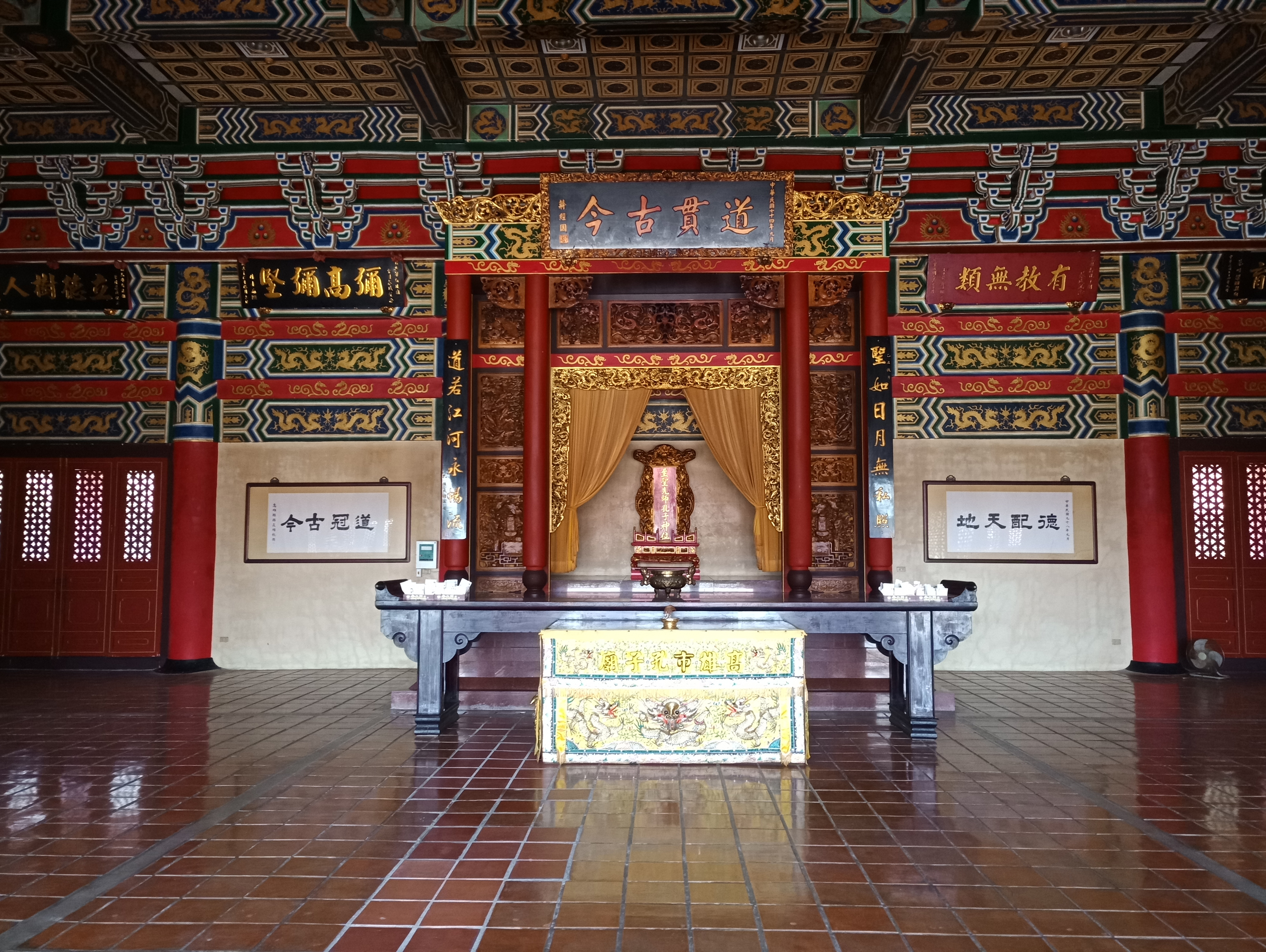
Die Gedenktafel für Konfuzius

Der Tempel von Qishan befindet sich im Gushan-Park von Qishan und weicht in einigen Einzelheiten von der Gestaltung typischer Konfuziustempel ab. Er liegt an einem Hang und ist von West nach Ost ausgerichtet (die traditionelle Ausrichtung wäre von Nord nach Süd). Im Eingangsbereich fehlen die sonst übliche Vormauer und der Teich, zudem gibt es keine Minglun-Halle (明倫堂, ein traditionelles Lehrgebäude).
Über eine den Hang hinaufführende Treppe und durch zwei Lingxing-Tore (櫺星門) gelangt man zum Dacheng-Tor (大成門) und durch dieses in den Hauptkomplex mit der Dacheng-Halle (大成殿), in der sich der Altar mit der Gedenktafel für Konfuzius befindet. Die Halle wird zu beiden Seiten von Galerien flankiert, in denen weitere konfuzianische Persönlichkeiten verehrt werden. Hinter der Haupthalle liegt der Chongsheng-Schrein (崇聖祠), in dem der Ahnen des Konfuzius gedacht wird.

## Verkehr und Öffnungszeiten
Der Tempel ist vom Zentrum Qishans aus zu Fuß erreichbar und dienstags bis sonntags von 9:00 bis 17:00 geöffnet.